# Ilana Cicurel
Ilana Cicurel (ur. 8 lutego 1972 w Paryżu) – francuska polityk i prawniczka żydowskiego pochodzenia, deputowana do Parlamentu Europejskiego IX kadencji.

## Życiorys
Córka muzyka i filozofia Raymonda Cicurela, wywodzącego się z zamieszkującej Egipt rodziny Żydów sefardyjskich. Uzyskała doktorat w zakresie prawa na Université Panthéon-Sorbonne. Kształciła się też w Harvard Law School w ramach stypendium Programu Fulbrighta. Została absolwentką Instytutu Nauk Politycznych w Paryżu oraz filozofii na Université Paris-Nanterre. Pracowała jako wykładowczyni akademicka i dziennikarka, m.in. prowadziła programy w stacji radiowej RCJ. Podjęła praktykę w zawodzie adwokata, specjalizując się w prawie własności intelektualnej i prawie prasowym.
Działaczka żydowskiej organizacji Alliance Israélite Universelle. Pełniła funkcję dyrektora jej działu edukacji, następnie dyrektora generalnego całej organizacji. Dołączyła do ugrupowania La République en marche, powołana w skład biura wykonawczego partii jako osoba odpowiedzialna za edukację, szkolnictwo wyższe i badania naukowe.
W wyborach w 2019 z listy skupionej wokół LREM uzyskała mandat posłanki do Europarlamentu IX kadencji, jednak jego objęcie zostało zawieszone do czasu brexitu. W PE ostatecznie zasiadła w lutym 2020.